# Neoencyclops cyanea
Neoencyclops cyanea är en skalbaggsart som först beskrevs av Koichi Tamanuki 1933.  Neoencyclops cyanea ingår i släktet Neoencyclops och familjen långhorningar.
Artens utbredningsområde är Taiwan. Inga underarter finns listade i Catalogue of Life.